# The Southern Oracle
The Southern Oracle ist eine 2009 gegründete Deathcore-Band aus der ungarischen Stadt Szeged.

## Geschichte
The Southern Oracle entstand 2009 unter dem Namen Slaughter at the Engagement Party und besteht András Kemény (Gitarre), Imre Bodócsi (Gitarre), Barnabás Kókai (Gesang), Gábor Kis-Czakó (Bass) und Peter Császár (Schlagzeug). Ehemalige Musiker der Band sind János Vida, Simon István (beide Schlagzeug) und der Gitarrist Tamás Kovács.
Noch im Gründungsjahr veröffentlichte die Gruppe ihre EP I Killed Everyone! Will You Marry Me?, die in Eigenregie entstand.
Bisher spielte The Southern Oracle als Vorgruppe von Walls of Jericho, Carnifex, Suffokate, Veil of Maya und Trigger the Bloodshed. Außerdem trat die Gruppe im Vorprogramm der Band Hatebreed in Wien/Österreich auf.
Im Februar 2011 spielte die Band gemeinsam mit Cataract einige Konzerte in Slowenien, sowie eines in der ungarischen Hauptstadt Budapest. The Southern Oracle veröffentlichte am 29. Juni 2011 ihr Debütalbum unter dem Titel Hellwakening in Eigenregie. Auf diesem Album ist auch Mike Schleibaum, Gitarrist von Darkest Hour, zu hören. Er lieh seine Stimme im Song Bring the Children Home. Die Auflage des Albums beträgt 100 Kopien. Das Album war in wenigen Tagen sofort ausverkauft. Das ungarische Nuskull Magazin bewertete das Album positiv.
Im April und Mai 2011 war eine Ungarn-Tour mit der ungarischen Band Subscribe angesetzt. Am 29. Juni 2011 spielte die Gruppe als Vorband für The Black Dahlia Murder in Budapest. Die Band spielte am 8. Juli 2011 auf dem Rockmaraton Festival. Auf diesem 6-tägigen Festival traten auch berühmte Bands, wie Watain, Ill Niño, Napalm Death, Madball, Agnostic Front, Eluveitie, Dark Tranquillity und Varg auf.
The Southern Oracle unterzeichneten einen Plattenvertrag bei dem deutschen Label Let It Burn Records. Die Band plant eine Neuveröffentlichung ihres Albums Hellwakening, mit ihrer EP und der Demo Secrecy, Let the Slaughter Begin als Digitalrelease (mit 2 Coversongs – Diciple von Slayer und Davidian von Machine Head). Hellwakening soll auch als CD erneut erscheinen. Bei diesem Label standen unter anderem auch A Traitor Like Judas, The Blackout Argument und Scars Of Tomorrow unter Vertrag. 2012 tourte die Gruppe durch Ungarn, Polen und die Slowakei.
Am 5. März 2013 gab die Gruppe bekannt, dass ihr Gitarrist Andras Kemény vorübergehend die Band verlassen werde, um sich auf seine Arbeit außerhalb der Band konzentrieren zu können. Ersetzt wird dieser durch Gabor Toth, der auch bei The Banished spielt und früher bei The Sharon Tate aktiv war, an der Gitarre ersetzt. Mit Keménys Rückkehr soll die Gruppe aus sechs Musikern bestehen. Auch arbeitet die Gruppe derzeit an neuen Songs für das Nachfolger-Album von Hellwakening. Der Titel des Albums soll [HTH/LTH] lauten und im Herbst 2013 erscheinen.

## Diskografie

### EPs
- 2010: I Killed Everyone! Will You Marry Me? (Eigenproduktion)
- 2015: Icebreaker
- 2018: Blind Messiah

### Alben
- 2011: Hellwakening (Eigenproduktion, Neuveröffentlichung über Let It Burn Records)
- 2014: Higher Than Heaven Lower Than Hell
- 2018: Hiraeth